# Райгород (Черкаський район)
Ра́йгород — село в Україні, у Черкаському районі Черкаської області, підпорядковане Михайлівській сільській громаді. Розташоване на лівому березі річки Тясмин за 16 км на північний захід від міста Кам'янки. Населення — 1 274 особи, 656 дворів (2009).

## Історія
Перші згадки щодо заснування Райгорода знаходяться в праці польського історика О. Яблоновського «Історичні джерела»: … у 1569 (1571) на межі приватних володінь між Смілою і Жаботином була справжня пустка (незаселена територія) без особливої назви, яка охоплювала 17 миль². Дана територія належала до земельного фонду польських королів. Згодом тут виникли перші поселення Райгородок і Баландина.
В роки радянсько-німецької війни 495 жителів села пішли на фронт, 190 з них загинули в боях, 140 нагороджені бойовими орденами і медалями.
Станом на 1972 рік в селі проживало 1 772 мешканця, працював колгосп «Ленінським шляхом» за яким було закріплено 2,6 тисяч га сільськогосподарських угідь, в тому числі 2,3 тисячі га орної землі. Основними напрямами господарства були вирощування зернових культур і цукрових буряків і тваринництво. На той час в селі працювали середня школа, будинок культури, бібліотека з фондом 7 тисяч книг, медпункт, дитячі ясла.
Поблизу села досліджено кургани з похованнями доби бронзи, скіфських і сарматських часів та виявлено поселення черняхівської культури.

## Сучасність
У селі працюють Будинок культури, бібліотека, фельдшерсько-акушерський пункт, 8 магазинів, філія ощадного банку, поштове відділення, колгоспу немає, розпродали, загальноосвітня школа І-III ступенів. В селі працює цегельний завод який випускає червону цеглу дуже популярну по всій території України за її міцність.

## Пам'ятки
- Макортить — заповідне урочище місцевого значення.

## Відомі люди

### Народилися
- Буханець Михайло Самійлович — бандурист, скрипаль, художник.
- Чекаль Кузьма Хомич — Герой Радянського Союзу